# شرکت مکلچی
شرکت مَکلَچی (انگلیسی: The McClatchy Company) شرکت انتشاراتی سهامی عام آمریکایی مستقر در ساکرامنتو، کالیفرنیا است. این شرکت از ۲۹ روزنامه در ۱۴ ایالت بهره برداری می‌کند که تیراژ روزانهٔ آن‌ها ۱٫۶ میلیون و یکشنبه‌ها ۲٫۴ میلیون است. این شرکت علاوه بر روزنامه‌هایش از وبگاه‌ها و نشریه‌های محلی متعدد و نیز یک خبرگزاری به نام مکلچی‌دی‌سی که متمرکز بر اخبار سیاسی آمریکاست نیز بهره برداری می‌کند